# Brachylicoa muelleri
Brachylicoa muelleri is een naaldkreeftjessoort uit de familie van de Parapseudidae. De wetenschappelijke naam van de soort is voor het eerst geldig gepubliceerd in 1998 door Gutu.